# Théorème de projection sur un convexe fermé

Projection de deux points sur un convexe C.

En mathématiques, le théorème de projection orthogonale sur un convexe fermé est un résultat de minimisation de la distance dont le principal corollaire est l'existence d'un supplémentaire orthogonal, donc d'une projection orthogonale sur un sous-espace vectoriel fermé. Dans le cadre particulier d'un espace de Hilbert, il remplace avantageusement le théorème de Hahn-Banach. Il est en effet plus simple à démontrer et plus puissant dans ses conséquences.
Il possède de nombreuses applications, en analyse fonctionnelle, en algèbre linéaire, en théorie des jeux, pour la modélisation mathématiques des sciences économiques ou encore pour l'optimisation linéaire.

## Énoncé du théorème
Dans cet article, E désigne un espace préhilbertien réel, c'est-à-dire un espace vectoriel sur R muni d'un produit scalaire, x désigne un vecteur et C un ensemble convexe complet non vide de E.
La version la plus générale du théorème est la suivante :
Théorème de la projection sur un convexe complet — 
Il existe une unique application PC de E dans C, dite projection sur le convexe, qui à x associe le point PC(x) de C, tel que la distance de x à C soit égale à celle de x à PC(x). Le vecteur PC(x) est l'unique point de C vérifiant les deux propositions équivalentes :
Dans le cas où l'espace E est de Hilbert, c'est-à-dire complet, supposer que C est complet équivaut à supposer qu'il est fermé. L'application PC est parfois dénommée projecteur de meilleure approximation.
Elle possède de plus les propriétés suivantes :
Propriétés de la projection — La projection PC est
- idempotente : PC∘PC = PC ;
- 1-lipschitzienne, c'est-à-dire que les images de deux points sont à une distance moindre que leurs antécédents ;
- monotone au sens suivant :{\displaystyle \forall x_{1},x_{2}\in E\quad \langle P_{C}(x_{1})-P_{C}(x_{2}),x_{1}-x_{2}\rangle \geq 0}.

## Principaux corollaires
Dans ce paragraphe, E désigne un espace de Hilbert réel.

### Supplémentaire orthogonal
Le théorème de projection est l'un des outils possibles pour prouver l'existence d'un supplémentaire orthogonal pour tout sous-espace vectoriel fermé d'un Hilbert (ou plus généralement, pour tout sous-espace vectoriel complet d'un espace préhilbertien), donc l'existence d'une projection orthogonale sur ce sous-espace. (Une autre approche pour prouver ce corollaire est d'utiliser simplement l'inégalité de Bessel.)
Ce corollaire est le principal ingrédient de preuve du théorème de représentation de Riesz. Joint à ce dernier, il permet de démontrer le théorème de Lax-Milgram, qui aide à la résolution de certaines équations aux dérivées partielles.
Ce corollaire permet également, dans le cadre particulier hilbertien, de démontrer une version simplifiée du théorème de Hahn Banach sans faire appel au lemme de Zorn.

### Séparation des convexes
Il existe une autre forme du théorème de Hahn-Banach :
Premier théorème de séparation — 
Soient A et B deux parties de E non vides et disjointes telles que A – B soit un convexe fermé. Il existe alors une forme linéaire continue f telle que :
Ce résultat s'exprime encore sous la forme suivante :
Deuxième théorème de séparation — Soient A et B deux parties de E non vides et disjointes telles que A soit un convexe fermé et B un convexe compact. Alors il existe une forme linéaire continue f telle que :
Dans le cas de la dimension finie, une forme du théorème de la séparation ne nécessite plus le caractère fermé du convexe :
Séparation en dimension finie — 
Si E est de dimension finie, soient x un élément de E et C un convexe ne contenant pas x, alors il existe une forme linéaire f non nulle telle que :

## Autres applications
Ce théorème possède de multiples autres applications.
Il est utilisé en analyse fonctionnelle. Il peut donner lieu à des algorithmes programmables en dimension finie. Un exemple est donné par le théorème de Stampacchia. 
En théorie des jeux, John von Neumann établit un théorème fondamental montrant l'existence de stratégies optimales pour les différents joueurs dans un contexte très général. Ce résultat est une conséquence du théorème de projection dans le cadre d'un Hilbert. Il possède de nombreuses conséquences, dont l'une célèbre est l'existence d'un optimum de Pareto sous des hypothèses pas trop contraignantes en sciences économiques.
Ce théorème est utilisé pour trouver des expressions équivalentes à l'existence de solutions de systèmes d'inéquations linéaires (théorèmes de l'alternative).

## Différentiabilité
Dans ce paragraphe, E désigne un espace euclidien. La projection PC admet alors des dérivées directionnelles en tout point x de C : si l'on note TC(x) le cône tangent à C en x, on a
Cependant, en un point n'appartenant pas à C, PC n'a pas nécessairement de dérivée directionnelle. On connait en effet des contre-exemples dus à Joseph Kruskal avec E = R3, puis à Arnold Shapiro (en) avec E = R2.